# 하동 진교리 삼층석탑
하동 진교리 삼층석탑(河東 辰橋里 三層石塔)은 대한민국 경상남도 하동군 진교면 진교리에 있는 고려시대의 삼층석탑이다. 1974년 12월 28일 경상남도의 유형문화재 제129호로 지정되었다.

## 개요
진교면사무소에 자리하고 석탑으로, 원래 이명산(理明山) 내의 옛 절터에 무너져 있던 것을 1960년 이곳으로 옮겨 세운 것이다. 2층 기단(基壇) 위에 3층의 탑신(塔身)을 올린 일반적인 모습으로, 아래층 기단이 상당히 넓어 보인다.
위층기단의 각 면과 탑신부의 각 몸돌은 모서리에 기둥 모양을 조각하였다. 지붕돌은 밑면에 3단씩의 받침을 두었고, 처마는 느린 곡선을 그리다 네 귀퉁이에서 치켜 올라갔다. 꼭대기에는 네모난 받침돌 위에 꽃봉오리모양의 머리장식이 남아 있다.
아래층 기단이 넓긴 하나, 탑신의 몸돌이 지붕돌에 비해 높아 안정감보다는 높고 날렵한 느낌을 준다. 화강암으로 잘 다듬어진 3층 석탑으로, 고려시대의 작품이다.

## 참고 문헌
- 하동 진교리 삼층석탑 - 국가유산청 국가유산포털